# Corace (fiume)
Il Corace, anticamente Crotalo o Crotalus, è un fiume della Calabria, che nasce nella Sila e si getta nel golfo di Squillace dopo un corso di 48 km.

## Decorso
Il Corace corrisponde all'antico Crotalus. Nasce nel territorio di Bianchi, e scende dapprima verso Sud-Est, con lieve pendenza, attraverso i territori di: Carlopoli (Castagna), Cicala, Gimigliano e Tiriolo, a breve distanza dal corso del fiume Amato. I due fiumi, l'Amato e il Corace, corrono quasi paralleli a distanza di 1–2 km soltanto l'uno dall'altro, separati da una propaggine a quota 800-900 metri, sino al profondo burrone esistente tra i territori di Cicala e di Gimigliano, portandosi a brevissima distanza fra di loro (meno di 1 km) in prossimità della stazione ferroviaria "Serrastretta-Carlopoli" delle Ferrovie della Calabria. Il corso dei due fiumi diverge in corrispondenza del masso calcareo formato in parte dal monte Tiriolo e dal territorio di Tiriolo e Gimigliano; qui, mentre l'Amato volge verso Ovest per gettarsi nel mar Tirreno, le acque del Corace, ingrossate dal torrente Acciaio e dai fiumi Melito e Usito, percorrono l'ultimo tratto in direzione Sud-Sud-Est sino alla foce sul Mar Ionio, in prossimità dei quartieri sud della città di Catanzaro.
Al Corace è legato il nome dell'abbazia cistercense di Corazzo, situata lungo l'alto corso del fiume, nei pressi dell'abitato di Castagna.